# Форбс, Вильям Александр
Вильям Александр Форбс (англ. William Alexander Forbes; 1855—1883) — английский анатом и зоолог, путешественник, орнитолог.

## Биография
Обучался медицине и естественным наукам сначала в различных германских университетах, затем в Эдинбурге и Кембридже, состоял прозектором Лондонского зоологического общества, с 1880 по 1881 год путешествовал по Северной и Южной Америке, в 1882 году отправился с экспедицией в Африку, где проник до с. Шонга на р. Нигере и умер скоропостижно. 
Следующие виды птиц названы в честь учёного: Curaeus forbesi, Leptodon forbesi и Charadrius forbesi.

## Публикации
- «On the anatomy of the African Elephant» («Proc. Zool. Soc. Lond.», 1879);
- «Contributions to the Anatomy of Passernic Birds» (там же, 3 части, 1880—1883);
- «The food of Birds» («Bull. Illinois St. Labor.» № 3, 1880);
- «Eleven weeks in North-eastern Brazil» (Ibis. 5);
- «Report on the Anatomy of the Petrels (Tubinares) collected during the Voyage of H. M. S. Challenger» («Report of Sc. Res. Chall. Zool», т. 4).